# Osebna znamka
Osebna znamka je poštna znamka, sestavljena iz okvirja, ki vsebuje vse elemente znamke, in dotiska znotraj okvirja z motivi po želji naročnika. Izdaja jih pooblaščeni ponudnik poštnih storitev v državi in so uporabne v poštnem prometu.
V Slovenji ponuja osebne znamke Pošta Slovenije, kjer lahko posameznik ali organizacija naroči osebne znamke v minimalni nakladi 100 kosov.